# Ciorbă de burtă
La ciorbă de burtă és un tipus de menjar tradicional romanès que pertany a la categoria de sopes. És una sopa pesada que demana molt de temps de preparació i cocció. Els seus ingredients principals són el ventre de vedella, potes de vedella o de porc, verdures i rovell d'ou.
Hi ha moltes variants de la recepta arreu de Romania. Allò que la fa típica del país és l'ús de la llimona o afegir-hi molt d'all. Tot i així, l'ús del vinagre en lloc de llimona s'ha mantingut en moltes receptes.

## Història

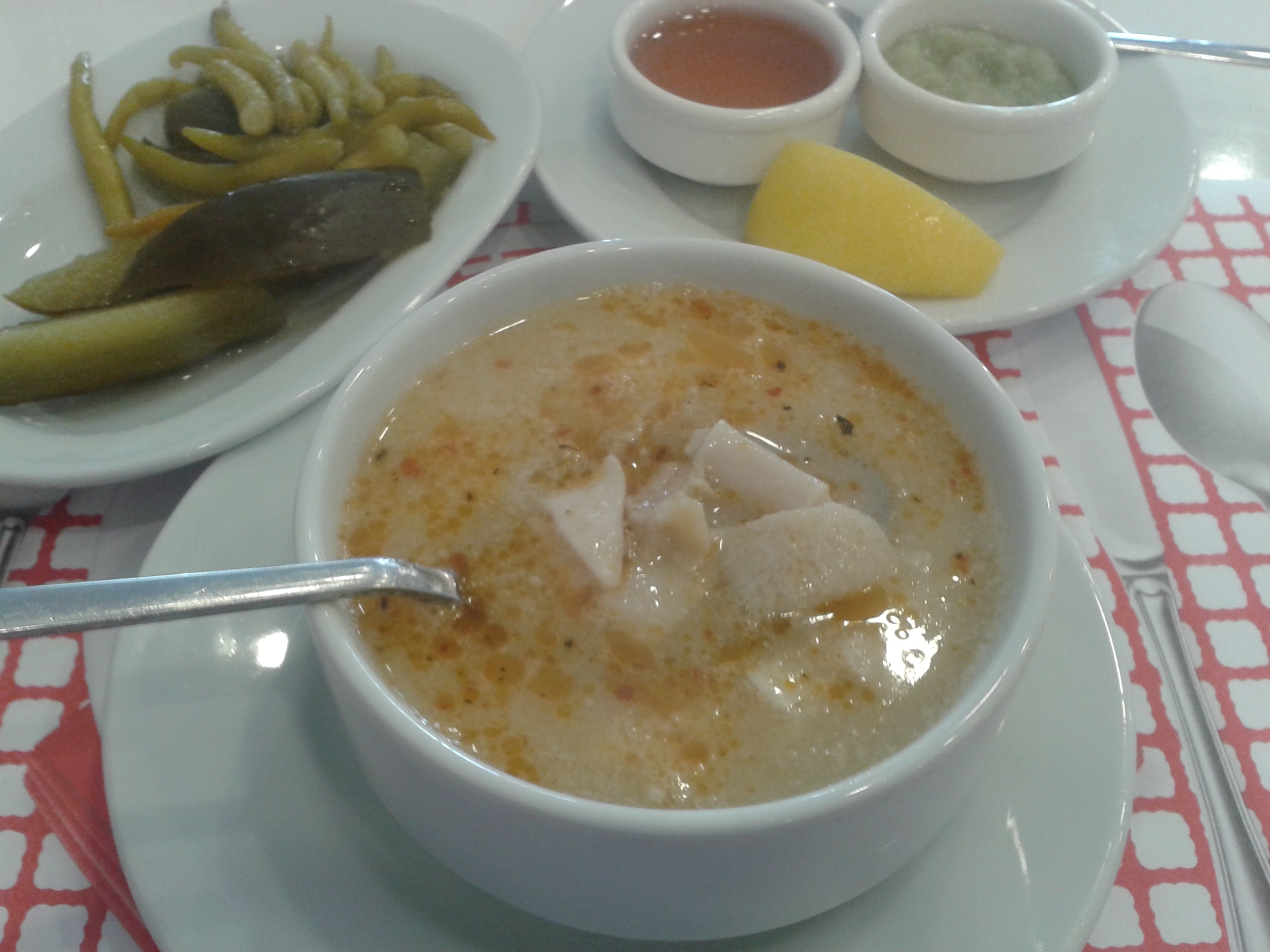
İşkembe çorbası a Turquia amb salsa d'all.

La ciorba de burtă o sopa de ventre va arribar a la cuina romanesa a través de la cultura turca. Es pot dir que és una sopa que es cuinava i s'emmagatzemava en calderons per les tropes sipahis de l'Imperi Otomà. Així els caps dels regiments eren coneguts com els sopes. Al costat de la seva tenda de campanya sempre hi havia la tenda on es feien les millors sopes de ventre o muntanya. En turc, la carn d'olla es coneix com a çorba, una paraula derivada de l'àrab šorba (šarâb). La introducció d'aquestes paraules al romanès marquen amb exactitud les conquestes otomanes que van fer d'algunes provincies de Romania.
L'expansió de l'Imperi Otomà també va fer que la sopa passés a ser present en d'altres països. Els grecs, després de la conquesta de Constantinoble que els va portar a quatre segles de ciutadania otomana, ho coneixen com a τσορβάς (transliterada: țxorbas). Encara avui en dia en diuen tchorba toptsita, cosa que significa una sopa de perișoare. Els búlgars, serbis, croats o albanesos també la cuinen sota diversos noms derivats de la paraula turca. Els búlgars, per exemple, cuinen el guisat de Shkembe que s'assembla d'alguna manera a la sopa del ventre.
La documentació més antiga de la sopa a Romania és del segles XVII i xviii. Els bucovinencs preparaven un plat anomenat "pacea", elaborat a base de peus o vedella, regat amb ou i vinagre, similar a la sopa del ventre. La sopa del ventre es va acabar de convertir en autòctona a Romania al segle xvii. Es deia: "Com que es va introduir sota el domini otomà, també forma part d'aquesta sort que vam tenir". El vinagre era la contribució original romanesa a aquesta sopa (a falta de llimona), a més de les verdures. Tot i que la seva versió tradicional és amb vinagre, als restaurants de més prestigi tot sovint no s'utilitza, segons diuen, ja que ho consideren menys refinat.

## Ingredients

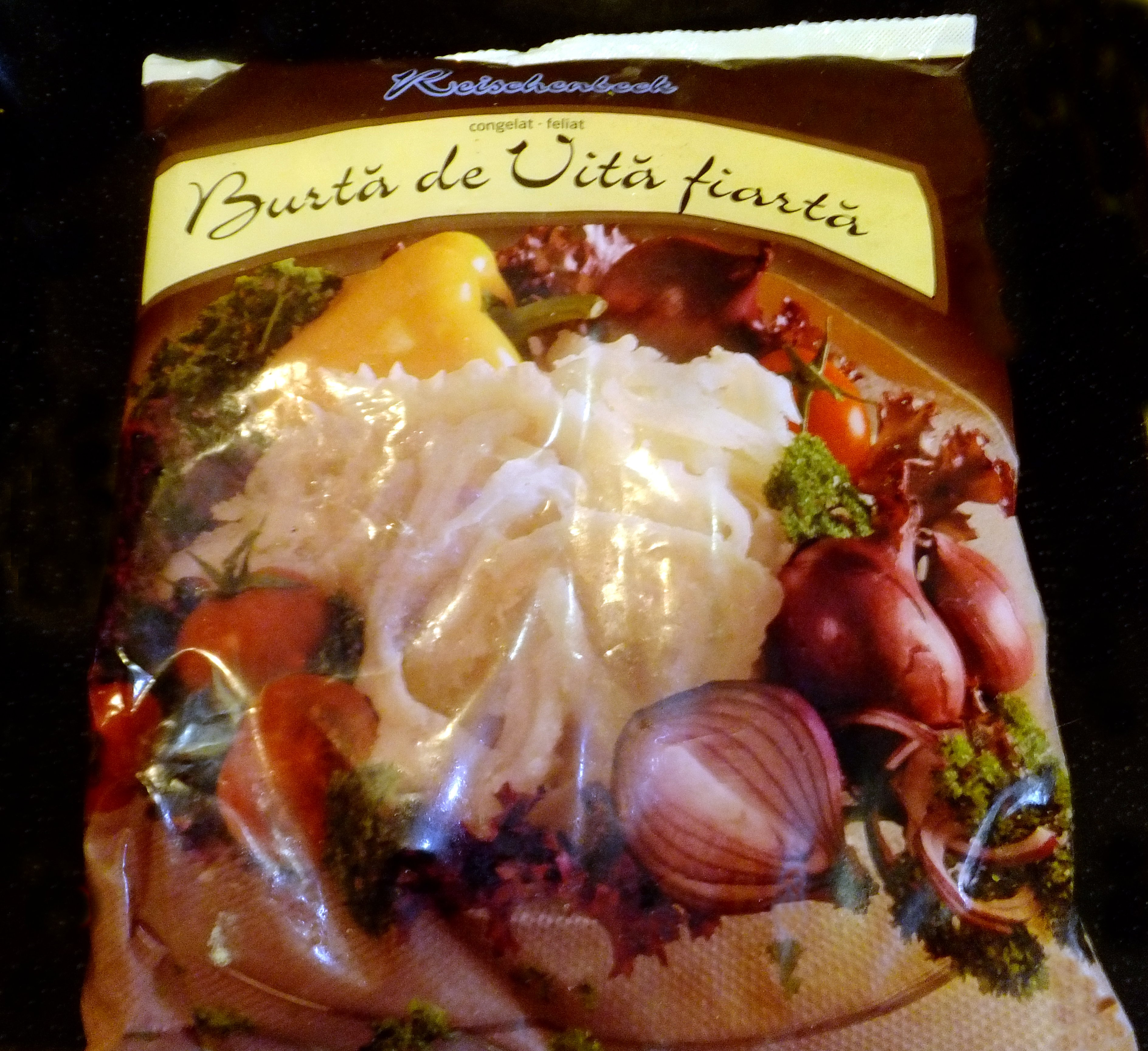
Panxa de vedella congelada

Per fer una ciorbă de burtă romanesa s'hi fan servir molts més ingredients que per a sopes similars d'altres països. Es necessita aigua o brou de carn, carn (panxa de vedella, potes de vedella o porc, ossos de vedella amb medul·la), verdures (cebes, pastanagues, api, arrel de julivert, all i pebre vermell), espècies i verdures (sal, pebre, fulles de llorer, mujdei, julivert verd, làrix, fulles d'api, pebrots picants), rovells d'ou, crema làctica agra de tipus smântână, suc de llimona, sal, vinagre de vi o suc de remolatxa.

## Mètode de preparació
El què demana més temps és netejar i bullir el ventre de la vedella (cal rentar-lo diverses vegades, cada cop ratllat amb sal, després posar-lo durant 2-3 hores en un bol amb aigua en què es dissolgui). Cal introduir-hi una cullerada sopa de bicarbonat després que la carn s'hagi d'esbandit molt bé. Finalment es deixa bullir fins a tres hores juntament amb altres ingredients de carn com les verdures, el pebre i les fulles de llorer. Es couen una pastanaga i pebre vermell tallat a juliennes en una paella addicional. Un cop el ventre és cuit, coleu-ne el suc del ventre (que es conserva) i talleu-lo a "tallarines" (de 8 a 0,5 cm). Escalfeu el suc fins al punt d'ebullició juntament amb el ventre i afegiu-hi la pastanaga i el pebrot vermell fregit, el suc i les verdures. Traieu-lo del foc, afegiu la crema agra a la sopa, rovells d'ou i un polsim de suc calent. Serviu-ho amb pebrots calents.
Per descomptat, podeu comprar el ventre ja cuit, fresc o congelat. Però sense el suc original, a la sopa li faltarà el gust típic.
El periodista i escriptor Radu Anton Roman va escriure: “Aquest plat està pensat per als carnissers beguts, però té la forma de preparació més sofisticada i pretensiosa de tota la cuina romanesa. És amarg i dolç, càlid i vellutat, gras, però delicat, eclèctic i senzill alhora".

## Derivats
- Sopa transilvània, sovint massa cuita amb brou de vedella[7]
- Sopa de radauti, amb els mateixos ingredients, però en lloc de panxa, pollastre[8]
- Sopa de ventre dietètica[9]